# Fernando Esteso
Fernando Julián Esteso Allué (Saragossa, 16 de febrer de 1945) és un actor, director, guionista, cantant i humorista de cinema, teatre i televisió espanyol.

## Biografia
La relació de Fernando Esteso amb el món de l'espectacle va ser bastant primerenca, començant a treballar en el circ com pallasso al costat del seu pare quan tan sols era un nen.
Es va traslladar a viure a Madrid en 1964 amb dinou anys, on al poc temps va debutar com a actor de teatre i per a 1972 actuava amb el seu propi espectacle. Ja en els anys 1970 es va fer popular com a humorista en diversos programes de televisió, gravant clàssics de l'humor ibèric com el comercial del "Coñac La Parra". Després es va fer famós per les pel·lícules de tall eròtic-humorístic que, al costat de Andrés Pajares, va interpretar a la fi dels 70 i principis dels 80.
També va tenir un cert èxit com a cantant humorístic. Les seves cançons més conegudes van ser El Bellotero (joc de paraules amb La Bella Otero) i La Ramona.
Aprofitant l'estirada i la fama aplegades, en 1987 va escriure, va dirigir i va protagonitzar una pel·lícula per a vídeo, titulada Viva la risa. Aquest mateix any, va protagonitzar al costat de Pajares l'obra de teatre La estraña pareja, de Neil Simon.
Després de més de deu anys de treball ininterromput al cinema espanyol, encarnant majoritàriament personatges de tipus còmic amb gran èxit de taquilla, protagonitza el 1991, El amor sí tiene cura, de Javier Aguirre.
En 1993, apartat gairebé definitivament del cinema, amb afecte per als seus fanes va ser fitxat per Telecinco, on va presentar La ruleta de la fortuna (1993) i Veraneando (1993) amb Bertín Osborne i Remedios Cervantes. No obstant això, diversos problemes amb un contracte signat li van impedir intervenir en altres produccions durant alguns anys. Els tribunals, finalment van obligar a la cadena de televisió Telecinco, al març de 2001, a indemnitzar-li per danys i perjudicis, ja que havia afirmat per a cancel·lar el contracte amb l'actor, que es trobava en "estat de deterioració física i mental"; la quantitat de la indemnització va ascendir a més d'un milió d'euros.
Actualment resideix en València. En 2006 va haver-hi un rumor d'una possible nova pel·lícula del famós i reeixit duo Pajares-Esteso anomenada El código Aparinci, posteriorment es va parlar d'una segona part de Los bingueros, però els dos projectes no han acabat de prosperar. En 2011 va gravar una nova versió de la seva cançó La Ramona al costat de King África.
El març de 2012 intervé en l'episodi 7 de la webserie còmica Los hijos de Mambrú, dirigida per Óscar Parra de Carrizosa. En 2016 torna al cinema amb la pel·lícula Re-Emigrantes, dirigit de nou per Parra de Carrizosa.

## Filmografia
Com actor
- Justo antes de Cristo - 2020
- Amar es para siempre – 2019-present
- Luces - 2017
- Reemigrantes 2016
- Gym Tony - 2015
- Torrente 5: Operación Eurovegas - 2014
- La que se avecina - 2014
- Blockbuster  - 2013
- Los hijos de Mambrú - webserie - 2012
- Torrente 4 - 2011
- DVD (cortometraje)|DVD - 2006
- Con dos cojones - 2001
- El amor sí tiene cura - 1991
- Viva la risa - 1987
- Cuatro mujeres y un lío - 1985
- El recomendado - 1985
- ¡Qué tía la C.I.A.! - 1985
- El cura ya tiene hijo - 1984
- La Lola nos lleva al huerto - 1984
- Al este del Oeste - 1984
- Agítese antes de usarla - 1983
- El currante - 1983
- El hijo del cura - 1982
- Caray con el divorcio - 1982
- Padre no hay más que dos - 1982
- Onofre el Virgo - 1982
- Los chulos - 1981
- Queremos un hijo tuyo - 1981
- Los liantes - 1981
- Todos al suelo - 1981
- El erótico enmascarado - 1980
- El soplagaitas - 1980
- Yo hice a Roque III - 1980
- Los bingueros - 1979
- Los energéticos - 1979
- Pepito Piscinas - 1978
- Virilidad a la española - 1977
- Onofre (película)|Onofre - 1974
- Celos, amor y Mercado Común - 1973

Com a director
- Viva la risa - 1987

Com a guionista
- Viva la risa - 1987

Com a invitat
- En la tuya o en la mía - 2016 - 2017
- Deluxe - 2018

## Premis
Premis Simón
| Any  | Categoria     | Resultat  |
| ---- | ------------- | --------- |
| 2016 | Simón d'honor | Guanyador |